# Matthew Stafford
John Matthew Stafford (Tampa, Florida, Estados Unidos; 7 de febrero de 1988) es un jugador profesional de fútbol americano. Juega en la posición de quarterback y actualmente milita en Los Angeles Rams de la National Football League (NFL). Fue seleccionado por los Lions como la primera selección global en el Draft de la NFL de 2009. Jugó fútbol americano universitario con los Georgia Bulldogs de la Universidad de Georgia.

## Biografía
Stafford nació en Tampa, Florida, hijo de John y Margaret Stafford. Vivió en Dunwoody, Georgia mientras que su padre asistía a un posgrado en la Universidad de Georgia. Su familia se mudó después a Dallas, Texas, y Stafford cursó en la Highland Park High School. Tuvo como entrenador a Randy Allen y fue ampliamente considerado como uno de los mejores quarterbacks a nivel high school en los Estados Unidos en la clase 2006, incluso mejor que Tim Tebow.
Stafford hizo su debut universitario en los playoffs de 2002 contra la Sulphur Springs High School. Fue instruido en béisbol donde fue compañero de equipo de Clayton Kershaw, futuro pitcher de Los Angeles Dodgers, pero después de una decepcionante temporada de junior football en la cual lanzó únicamente para 1,748 yardas, 18 TDs y 11 intercepciones, Stafford dejó el béisbol para concentrarse en el fútbol americano.
En 2005, llevó a su equipo a una marca perfecta de 15–0 y ganó el Campeonato Estatal Texas 4A Division I. Durante los playoffs, Stafford enfrentó una dura competencia con Jevan Snead y Ryan Mallet. Ambos dieron a Stafford juegos muy apretados. Stafford tuvo más de 4,000 yardas por pase sin jugar los primeros tres juegos de la temporada debido a una lesión en la rodilla. Stafford recibió numerosos reconocimientos incluyendo ser nombrado en la revista Parade para el All-America Team y en el periódico USA Today uno de los Pre-Season Super 25 en 2005. También ganó los premios MVP y Best Arm (Mejor Brazo) en el EA Sports Elite 11 Quarterback Camp de 2005 y fue nombrado el Jugador Nacional EA Sports del año 2005. Considerado como un recluta cinco estrellas por Rivals.com, Stafford fue listado como el pospecto #1 pro-style quarterback prospect en la clase 2006.
Antes de siquiera haber iniciado un juego a nivel universitario, el analista Mel Kiper, Jr. predijo que Stafford eventualmente sería la primera selección en el Draft de la NFL.
Conoció a la entonces animadora Kelly Hall, la hermana de Chad Hall, en Georgia. Se casaron el 4 de abril de 2015, y tienen cuatro hijas: las gemelas Chandler y Sawyer (nacidas en marzo de 2017), Hunter Hope (nacido en agosto de 2018), y Tyler Hall (nacido en junio de 2020).

## Carrera

### Universidad
Stafford se graduó de la preparatoria y se enroló en la Universidad de Georgia en enero, donde se volvió el primer QB de los Bulldogs de primer año en iniciar desde Quincy Carter en 1998, y el primero en salir de preparatoria para iniciar desde Eric Zeier en 1991. Stafford portó el número 7 en Georgia. Completó 5 de 12 pases para 102 yardas y un TD en un juego primaveral de Georgia.
Posteriormente debutó en el partido inaugural de la temporada 2006 contra Western Kentucky y tuvo 3 de 5 pases para 40 yardas y un pase de touchdown. Durante el tercer juego de la temporada en contra de Carolina del Sur, el quarterback abridor Joe Tereshinski III se lesionó, forzando a Stafford a entrar desde la banca. Aunque completó solo 8 de 19 pases para 171 yardas y tres intercepciones, Georgia ganó el juego 18–0. Contra la Universidad de Alabama en Birmingham la semana siguiente, Stafford hizo su primera apertura como colegial (universitario), y Georgia ganó 34–0. Las victorias sobre Colorado y Mississippi mejoraron la marca de Georgia a 5–0, pero llegó la parte más difícil del calendario.
El resto de la temporada fue de altibajos para Stafford y los Bulldogs. Tuvieron derrotas en casa contra Tennessee y Vanderbilt; el entrenador Richt nombró a Stafford como el abridor para el resto de la temporada por encima de Tereshinski. Stafford completó 20 de 32 pases para 267 yardas y dos touchdowns en el triunfo 27–24 sobre Mississippi State, y fue nombrado el jugador de primer año de la semana SEC por sus esfuerzos. Estadísticamente, él tuvo su mejor juego de la temporada contra el número 5 en el ranking Auburn Tigers. Stafford finalizó el juego con 14 de 20 pases para 219 yardas y un touchdown, además de 83 yardas terrestres y un touchdown en 7 acarreos en la victoria de Georgia 37–15. La semana siguiente, Stafford llevó a los Bulldogs a tener una serie de 12 jugadas y 64 yardas lanzando el pase de touchdown ganador en la victoria de Georgia 15–12 sobre el sembrado número 16 Georgia Tech.
Stafford completó su temporada de primer año llevando a Georgia hacia una remontada 31–24 sobre Virginia Tech en el Chick-fil-A Bowl, después de que los Bulldogs estuvieron en desventaja 21–3 al medio tiempo. Stafford lanzó para 129 yardas y un touchdown en la segunda mitad para desencadenar el regreso.
En 2007 lanzó para 234 yardas y dos touchdowns cuando los Bulldogs cayeron frente a los Oklahoma State Cowboys en el partido inaugural de la temporada. Contra Alabama, los Bulldogs evitaron un inicio de 0–2 en la SEC y salieron del Bryant-Denny Stadium con una victoria en tiempo extra. Stafford conectó con el receptor abierto de tercer año Mikey Henderson en la primera jugada de los Bulldogs desde la línea de scrimmage en tiempo extra para la victoria. En la victoria de Georgia contra el número 9 del ranking, los Florida Gators, completó 11 de 18 pases para 217 yardas y tres touchdowns, incluyendo un largo pase de TD de 84 yardas a Mohamed Massaquoi y un pase de TD de 53 yardas a Henderson. Las victorias sobre Florida, Auburn, y Georgia Tech marcaron la primera vez que Georgia derrotó a todos los tres rivales en la misma temporada desde 1982.
Stafford tuvo 175 yardas pasando y un pase de TD durante la victoria de Georgia por 41–10 contra el número 10 del ranking, los Hawaii Warriors en el Sugar Bowl de 2008. Completó 194 de 348 pases para 2,523 yardas (194.1/juego) y 19 TDs así como 2 TDs terrestres en la temporada.
En 2008 Stafford fue elegido en la lista Heisman Favorites Others To Watch de Athlon, como un prospecto potencial para el Trofeo Heisman. Georgia fue clasificado #1 tanto en las encuestas de pretemporada de los coaches como la AP, siendo la primera vez que Georgia ha sido #1 en la versión de pretemporada de cada encuesta; el equipo entró también a la temporada 2008 con la mayor racha ganadora activa entre los 66 equipos de la conferencia BCS, habiendo ganado sus últimos 7 juegos de la temporada 2007. En el juego final de temporada regular contra Georgia Tech, Stafford completó 24 de 39 intentos para 407 yardas y 5 touchdowns, estableciendo una marca personal de touchdowns en un solo juego. Stafford terminó la temporada con 3,459 yardas por pase, la segunda mejor marca en la historia de la escuela, y 25 touchdowns, que fue una marca en una sola temporada en pases de touchdowns. También corrió para un touchdown en 2008. Después de derrotar a Michigan State 24–12 y ganar el MVP del Capital One Bowl de 2009, Stafford finalizó sus tres años con Georgia con una marca de 3–0 en tazones y una marca de 6–3 en juegos de rivalidad (1–2 contra Florida, 3–0 contra Auburn, y 2–1 contra Georgia Tech). Stafford eligió dejar su temporada de tercer año y participar en el Draft de la NFL de 2009.

#### Estadísticas
| Pasando | Pasando | Pasando | Pasando | Pasando | Pasando | Pasando | Pasando |  | Corriendo | Corriendo | Corriendo | Corriendo |
| Año     | Comp    | Intent  | Yds     | Pct.    | TDs     | Int     | Rating  |  | Intent    | Yds       | Prom      | TD        |
| ------- | ------- | ------- | ------- | ------- | ------- | ------- | ------- |  | --------- | --------- | --------- | --------- |
| 2006    | 135     | 256     | 1,749   | 52.7    | 7       | 13      | 109.0   |  | 47        | 191       | 4.1       | 3         |
| 2007    | 194     | 348     | 2,523   | 55.7    | 19      | 10      | 128.9   |  | 39        | −18       | −0.5      | 2         |
| 2008    | 235     | 382     | 3,459   | 61.5    | 25      | 10      | 153.9   |  | 55        | 40        | 0.7       | 1         |
| Totales | 564     | 986     | 7,731   | 57.2    | 51      | 33      | 133.4   |  | 141       | 213       | 1.5       | 6         |

#### El "Efecto Stafford"
El así llamado "Efecto Stafford" se relaciona al fenómeno visto en la preparatoria alma mater de Stafford, la Highland Park High School en Dallas, Texas, entre 2006–2008, donde el número de estudiantes de tercer año que intentaron entrar a la Universidad de Georgia aumentó dramáticamente en los tres años siguientes a la partida de Stafford hacia Athens, Georgia. En 2005, el año anterior que se fue Stafford a Georgia, 35 estudiantes de tercer año solicitaron el ingreso a la universidad, en comparación con los 69 en 2006, 75 en 2007, y 106 en 2008. El "Efecto Stafford" fue plasmado en un reportaje en el periódico de la ciudad natal de Stafford, Park Cities People. Stafford comentó en la historia: "No estoy seguro si tengo algo que ver con eso. Yo creo que la gente se da cuenta de que Georgia es una buena escuela para mirar el fútbol americano y pasar un buen rato, tal como en Highland Park."

### NFL

#### Detroit Lions
Ya al terminar el Draft de la NFL de 2008, varios analistas de la NFL predijeron que Stafford sería la primera selección global en el draft de 2009 si elegía dejar pronto la escuela.  Él eventualmente lo hizo, y el 24 de abril de 2009 estuvo de acuerdo en firmar un contrato con los Detroit Lions para volverse la primera selección global del Draft de la NFL del 2009, un día antes de que el draft se llevara a cabo. El contrato de seis años presumiblemente ofrece 41.7 millones de dólares en dinero garantizado (la mayor cantidad garantizada a cualquier jugador en la historia de la NFL hasta el 30 de julio de 2010, cuando Sam Bradford firmó un contrato con 50 millones de dólares garantizados) y tuvo un valor total superior a los 78 millones de dólares.
El 7 de septiembre de 2009 el head coach de los Lions Jim Schwartz anunció que Stafford sería el quarterback titular permanente de cara a 2009. Con respecto a su decisión, Schwartz dijo: "Esto no es un internado o un experimento." Stafford desplazó al veterano Daunte Culpepper en la titularidad. Stafford hizo su primer inicio en la NFL el 13 de septiembre de 2009. Fue uno de los cuatro novatos que iniciaron con los Lions (Brandon Pettigrew, Louis Delmas y Sammie Hill) en el partido inaugural contra los New Orleans Saints, y fue el primer quarterback novato de los Lions en iniciar la temporada desde Greg Landry en 1968. Completó 16 de 37 pases para 205 yardas y 3 intercepciones; fue interceptado dos veces por Darren Sharper, y la restante fue obra de Scott Shanle. También corrió para un touchdown de 1 yarda.
En la semana 2 lanzó su primer pase de touchdown en su carrera cuando conectó con Calvin Johnson en un touchdown de 6 yardas contra los Minnesota Vikings. En la semana 3 Stafford llevó a los Lions a su primera victoria desde la temporada 2007. Completó 21 de 36 pases para 241 yardas y un touchdown para la victoria 19–14 sobre los Washington Redskins. En la semana 4 Stafford completó 24 de 36 pases para 296 yardas con un touchdown así como una intercepción antes de sufrir una lesión en la rodilla en una captura en el cuarto periodo de la derrota de Detroit 48–24 contra los Chicago Bears en el Soldier Field. Se sometió a una revisión médica en Detroit, y Culpepper inició en su lugar las semanas 5 y 6. 
El 22 de noviembre de 2009 Stafford lanzó 5 touchdowns en la victoria por 38–37 sobre los Cleveland Browns, siendo el quarterback más joven en realizarlo, un año más joven que el anterior poseedor de la marca, Dan Marino. En un emocionante final, Stafford recibió una alta aclamación cuando regresó al campo a pesar de las sugerencias de los doctores del equipo de permanecer en la banca después de sufrir una separación del hombre en el juego previo, y lanzar el pase final de touchdown cuando el tiempo se terminaba. Además de los cinco pases de touchdown, Stafford acumuló 422 yardas por pase, una marca para un novato. Por su rendimiento, Stafford ganó el premio al Jugador Ofensivo de la Semana de la NFC y el Novato de la Semana de Pepsi. Stafford tomado en cuenta para los NFL Films. El creador del show Steve Sabol dijo que fue la actuación más dramática que ha visto en los 30 años de historia del show.
Stafford fue colocado en la lista de lesionados el 24 de diciembre por una lesión menor en la rodilla. Stafford concluyó su temporada de novato habiendo pasado para 2,267 yardas,13 touchdowns, y 20 intercepciones. En todos los 10 juegos que inició para los Lions lanzó o corrió al menos para un touchdown.
En 2010 Stafford se lesionó del hombro derecho en el partido inaugural contra los Chicago Bears el 12 de septiembre. Regresó el 31 de octubre contra los Washington Redskins y lanzó 4 pases de touchdown para llevar a los Lions a una victoria 37–25 win. El 7 de noviembre Stafford volvió a lesionarse el hombro derecho en el cuarto periodo de la derrota de los Lions 23–20 en tiempo extra contra los New York Jets. Se anunció por parte de los Lions que se realizó una cirugía en el hombro lanzador de Stafford, que incluía una reparación de la articulación AC y un afeitado de clavícula, finalizando así su temporada de 2010.
Los Lions abrieron la temporada de 2011 el 11 de septiembre contra los Tampa Bay Buccaneers con grandes expectativas. Stafford jugó bien, lanzando para 305 yardas, 3 TDs, y una intercepción en la victoria por 27-20, la primera temporada en la que ganan su partido inaugural desde el 2007. Siguió otra gran actuación, con Stafford lanzando para 4 TDs, 294 yardas, y una intercepción contra los Kansas City Chiefs en la semana 2, llevando a los Lions a una holgada victoria por 48-3, el mayor margen de ganancia en la historia del equipo. Stafford ganó el premio Jugador de la NFL de la Semana FedEx Air por su rendimiento. En las semanas 3 y 4 llevó al equipo a victorias consecutivas mediante un regreso en el marcador, una victoria 26–23 en tiempo extra contra los Minnesota Vikings después de ir perdiendo 20–0 al medio tiempo en la semana 3, y una victoria 34-30 sobre los Dallas Cowboys después de ir perdiendo 27-3 con 12:27 minutos restantes en el reloj en el tercer periodo.
La semana 5 vio a Stafford dirigir una victoria 24-13 contra los Chicago Bears, lanzando 19 de 26 pases para 219 yardas y 2 touchdowns. Esta fue la primera vez que los Lions arrancaban la temporada 5-0 desde 1956, el año anterior a que ganaran su último Campeonato de la NFL. En la semana 10 contra los Chicago Bears, Stafford lanzó cuatro intercepciones, incluyendo dos que fueron regresadas para touchdowns en ataques consecutivos. El juego fue interrumpido por una riña iniciada cuando Stafford lanzó al cornerback de los Bears D.J. Moore hacia el suelo por el casco durante un bloqueo en un regreso por intercepción. En respuesta, Moore atacó a Stafford; Stafford fue multado con 7500 dólares por su participación en la riña.
El 20 de noviembre Stafford lanzó para 335 yardas y 5 TD's cuando los Lions derrotaron a los Carolina Panthers 49-35. Stafford se volvió el primer QB de la NFL al menos desde 1950 en ganar tres juegos en una temporada después de ir perdiendo al menos por 17 puntos, de acuerdo a STATS, LLC. El 24 de noviembre en la derrota contra los Green Bay Packers por 27-15 completó 32 de 45 pases para 276 yardas y 1 touchdown con 3 intercepciones.

## Carrera en los medios de comunicación
Stafford tiene un segmento semanal los lunes en The Mitch Albom Show con Mitch Albom en la estación de radio WJR de Detroit.